# Shani Diluka
 (mai 2023).
 (octobre 2017).
Si vous disposez d'ouvrages ou d'articles de référence ou si vous connaissez des sites web de qualité traitant du thème abordé ici, merci de compléter l'article en donnant les références utiles à sa vérifiabilité et en les liant à la section « Notes et références ».
 (octobre 2017).
Shani Diluka, née le 7 novembre 1976 à Monaco de parents srilankais, est une pianiste française.

## Formation
À l'âge de 6 ans, Shani Diluka est sélectionnée pour un programme initié par la Princesse Grace de Monaco destiné aux enfants à prédispositions musicales. Elle reçoit le premier prix de l'Académie de Musique Prince Rainier III grâce à l'enseignement de Dubravka Kovacevich, issue elle même de l'école de Dimitri Bashkirov.
À 9 ans, elle donne son premier récital et à 12 ans elle joue en première partie d'un concert d'Hélène Grimaud à l'Acropolis de Nice. La même année, le chef d'orchestre Lawrence Foster l'encourage à poursuivre ses études au plus haut niveau. Elle étudie alors au Conservatoire régional de Nice avec Odile Poisson, une élève de Pierre Sancan. En 1997, elle entre au Conservatoire national supérieur de Paris où elle poursuit sa formation auprès de Georges Pludermacher et François-Frédéric Guy et, plus tard, Jorge Chaminé, Marie-Françoise Bucquet, Nicholas Angelich et Bruno Rigutto. Elle y reçoit le premier prix à l'unanimité et intègre en 2002 le cycle de perfectionnement.

En 2005, elle intègre la International Piano Academy Lake Como présidée par Martha Argerich. Les rencontres avec Leon Fleisher ainsi que Maria Joao Pires, Menahem Pressler, Valentin Erben, Elisabeth Leonskaja et Murray Perahia, marquent sa carrière.

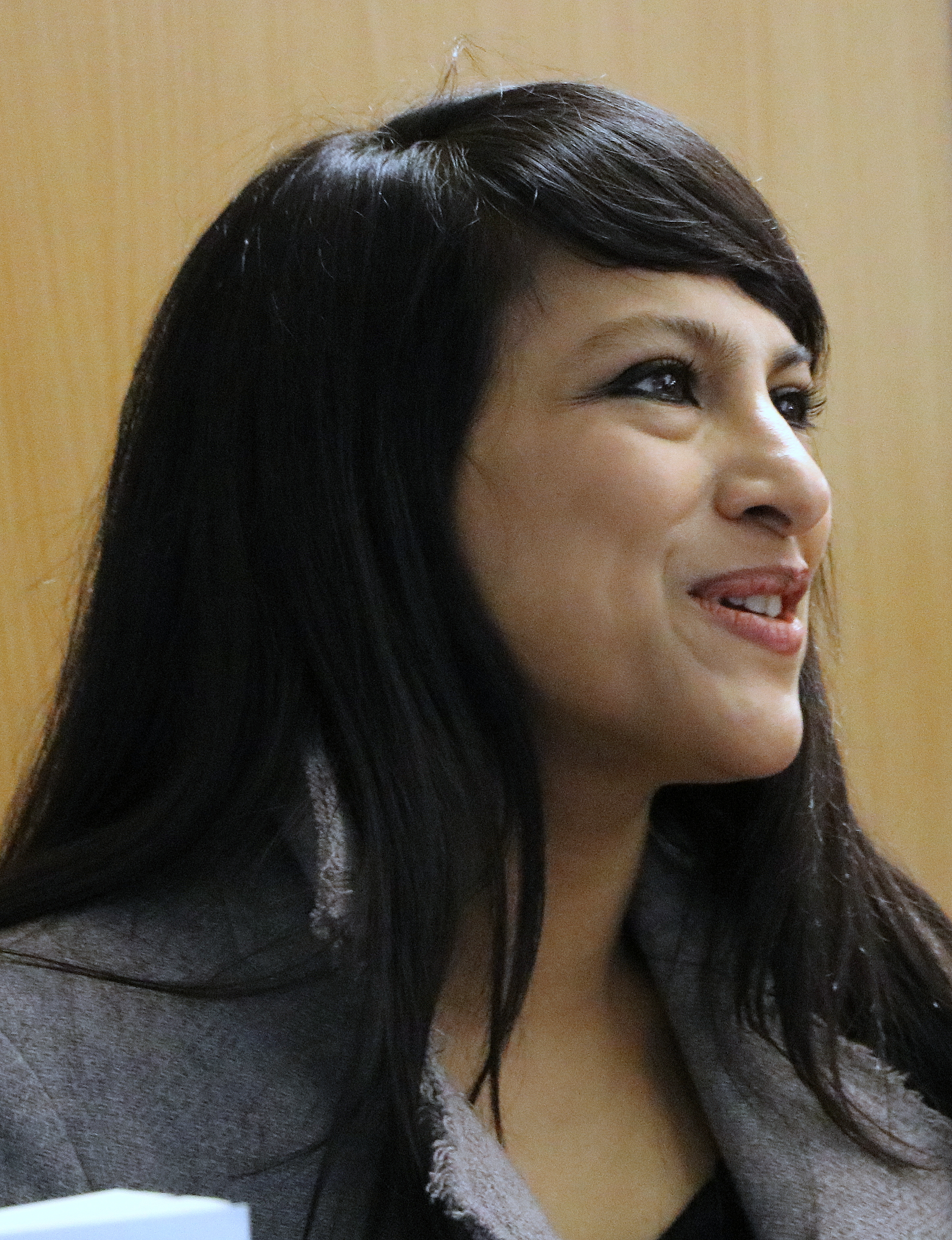
Shani Diluka en dédicace lors de La Folle Journée 2018 à Nantes.

## Carrière
Shani Diluka se produit régulièrement en France au Théâtre des Champs-Élysées, à la Philharmonie de Paris, à la Salle Pleyel, au festival de La Roque d'Anthéron, à l'Arsenal de Metz, à l'Auditorium de Bordeaux, à l'Auditorium de Radio France, à l'Auditorium de Dijon, au Festival international de Menton, à l'Opéra de Dijon.
À l’étranger, Shani Diluka se produit au Konzerthaus de Vienne, au Concertgebouw d'Amsterdam, au Théâtre de La Fenice à Venise, au Festival de Ravinia à Chicago, à la Sala de Sao Paulo, à Tokyo où elle fait l'ouverture de la Folle journée, en clôture du célèbre festival de Verbier, au Mozarteum de Salzbourg, et elle est l'invitée, comme principale pianiste, du festival de Zubin Mehta.
Elle collabore également avec de nombreux orchestres comme l’Orchestre Philharmonique de Radio France, l'Orchestre de Chambre de Paris, le Sinfonia Varsovia, l’Orchestre Royal de Suède, le Kyushu Symphony Orchestra au Japon, l'Orchestre Royal de Monte-Carlo, l'Orchestre du Wurtemberg, l'Orchestre National Bordeaux Aquitaine, l'Orchestre Philharmonique de Brême, l'Orchestre symphonique de Fribourg, sous la baguette de grands chefs tels que Lawrence Foster, Vladimir Fedosseïev, Ludovic Morlot, Eivind Gullberg Jensen, Kwané Ryan, Ben Glassberg ou Gabor Takacs.
Côté musique de chambre, Shani Diluka est la partenaire régulière d'ensembles tels que les quatuors Ébène, Ysaÿe, Pražák, Modigliani, Belcea, des solistes tels que le violoncelliste Valentin Erben, le quatuor Alban Berg, la mezzo-soprano Teresa Berganza, le clarinettiste Michel Portal et la soprano Natalie Dessay.
Elle collabore avec des compositeurs comme : György Kurtág, Wolfgang Rihm, Karol Beffa ou Bruno Mantovani, dont elle a créé 5 pièces en hommage à Paul Klee.
Ses prestations sont régulièrement diffusées sur les chaines de la BBC et de Radio France. Shani Diluka est régulièrement l’invitée de France Musique, France Inter, France Culture, Espace 2, ABC Australia, Deutscher Rundfunk, et d’émissions de télévision sur ARTE, NHK au Japon, France 2, France 3 (notamment pour la cérémonie des Victoires de la musique classique).
En 2014 elle enregistre le disque officiel de la Folle Journée 2014 sur la musique d'avant-garde américaine Road 66. Ses enregistrements solo de Beethoven, Mendelssohn et Grieg recueillent de multiples récompenses ("Choc de la musique", RTL d'Or, Choix d'Arte, de Mezzo, Vogue Japon, 5 Diapasons, Gramophone, Fanfare USA, Diapason, Musikzen, Arena Award Japon).
Elle enregistre pour le jeune public plusieurs livres-disques dont celui sur « Monsieur Chopin et le voyage de la note bleue », L'Histoire de Babar avec Natalie Dessay, tous deux recevant le "coup de cœur" de l'Académie Charles-Cros. Elle sort en 2016 Babar et le père Noël toujours avec Natalie Dessay pour La Dolce Volta.
Par ailleurs, Shani Diluka a réalisé plusieurs projets en collaboration avec Sophie Marceau, Gérard Depardieu, Hippolyte Girardot et Charles Berling.
En février 2018 paraît Canopées le premier recueil de poèmes de Shani Diluka. Son second recueil Les Silences de Schubert sort en mai 2022. Les deux recueils sont paru chez Art3 Plessis Editions.
Elle est également reçue cette même année aux ateliers Gallimard.
En 2020, Shani Diluka devient artiste exclusive au sein de la maison de disque Warner Classics et enregistre son disque Cosmos. Fin 2021 sort The Proust Album pour le centenaire de l'écrivain Marcel Proust célébré en 2022 et en 2023 sort Pulse, album consacré à la musique des grands compositeurs minimalistes américains.

## Poésie
- Canopées, Art3 Plessis Editions, 2018.
- Les Silences de Schubert, Art3 Plessis Editions, 2022.

## Discographie
- Pulse Ce nouvel album rend hommage à la musique hypnotique des plus grandes figures minimalistes : John Adams, Terry Riley, Philippe Glass, John Cage, Moondog.. en résonance avec la pulsation du monde : au frémissement des rivières, la respiration des arbres mais aussi au métronome des villes, feu follet inventé par l’Homme. Sortie le 28 avril 2023. (Warner Classics/Erato 2023)
- The Proust Album avec la soprano Natalie Dessay, Guillaume Gallienne de la Comédie Française, le violoniste Pierre Fouchenneret et l'Orchestre de chambre de Paris dirigé par Hervé Niquet. Pièces de Claude Debussy, Gabriel Fauré, César Franck, Reynaldo Hahn, Richard Wagner et bien d'autres, tous cités dans « À la recherche du temps perdu » de Proust. (Warner Classics/Erato 2021)
- Cosmos. Beethoven & Indian Ragas avec Mehboob Nadeem au sitar et Mitel Purohit aux tablas. Rencontre entre les ragas indiens et les sonates au Clair de lune et Appassionata de Ludwig van Beethoven. (Warner Classics/Erato 2020)
- Tempéraments avec l'Orchestre de chambre de Paris dirigé par Ben Glassberg. Pièces de Carl Philipp Emanuel Bach et Wolfgang Amadeus Mozart interprétées sur piano moderne et sur une copie du « Walter 1790 » grâce à la Fondation Royaumont. (Mirare / Harmonia Mundi 2019)
- La Symphonie des oiseaux avec la violoniste Geneviève Laurenceau et les chanteurs d'oiseaux Jean Boucault et Johnny Rasse. Pièces de Mozart, Pablo Casals, Robert Schumann, Camille Saint-Saëns, Edvard Grieg, Olivier Messiaen, Tchaikovsky et bien d’autres… (Mirare / Harmonia Mundi 2017)
- Beethoven - Complete works for cello and piano avec le violoncelliste Valentin Erben. Sonates et Variations de Ludwig van Beethoven. (Mirare / Harmonia Mundi 2017)
- Schubert - Des Fragments aux étoiles 12 Ländler D790, Mélodie Hongroise, Sonate en Si bémol Majeur D960 de Franz Schubert (Mirare / Harmonia Mundi 2016)
- Babar et le Père Noël (livre-CD) Natalie Dessay, accompagnée au piano par Shani Diluka, raconte l'histoire de Babar et le Père Noël sur des pièces de Camille Saint-Saëns, Erik Satie, Claude Debussy, Maurice Ravel, Georges Bizet et, bien sûr, Francis Poulenc en respectant le texte d'origine de Jean de Brunhoff. (La Dolce Volta 2012)
- ROAD 66 avec Natalie Dessay. Pièces de John Adams, Samuel Barber, Amy Beach, Leonard Bernstein, John Cage, Aaron Copland, Bill Evans, Alberto Ginastera, George Gershwin, Philip Glass, Percy Grainger, Keith Jarrett, H. Joo, Cole Porter (Mirare /Harmonia Mundi 2014)
- Beethoven Concertos. Concertos 1 op. 15 & 2 op. 19 de Ludwig van Beethoven avec l'Orchestre National Bordeaux Aquitaine dirigé par Kwame Ryan (Mirare /Harmonia Mundi 2010)
- Romances sans paroles - Variations sérieuses - Fantaisie écossaise. Pièces de Felix Mendelssohn (Mirare /Harmonia Mundi 2009)
- Concerto et pièces lyriques d'Edvard Grieg avec l'Orchestre National Bordeaux Aquitaine dirigé par Eivind Gullberg Jensen (Mirare /Harmonia Mundi 2007)
- Histoire de Babar le Petit Éléphant. Natalie Dessay, accompagnée au piano par Shani Diluka, raconte l'histoire de Babar sur la musique de Francis Poulenc en respectant le texte d'origine de Jean de Brunhoff. (Didier Jeunesse 2012)
- Monsieur Chopin ou le voyage de la note bleue, Artiste: Shani Diluka, Récitant: Jacques Bonnaffé, Texte: Carl Norac, Musique : Frédéric Chopin, Illustration : Delphine Jacquot (Didier Jeunesse 2010)
- Best Of La Roque d'Anthéron Festival : Shani Diluka Mirare/Harmonia Mundi après d'autres comme : Nicholas Angelich, Boris Berezovsky, Brigitte Engerer, Andreï Korobeinikov, Jean-Frédéric Neuburger, Jean-Claude Pennetier (Mirare/Harmonia Mundi 2007, 2008, 2009, 2010, 2011, 2012, 2013, 2014, 2015, 2016)
- Les Salons de Musique ARTE, avec la participation d'Olivier Charlier, Bijan Chemirani, Serena Fisseau, Victor Hugo Villena, Rosemary Standley, Rémy Cardinale, Quatuor Ardeo, Henri Demarquette, Shani Diluka, Camille Thomas, Vincent Peirani, Valentin Erben, et autres. (Outhere Music, 2014)
- La Folle Journée fête ses 20 ans, La Folle Journée de Nantes, avec la participation d'Anne Queffélec, Zhu Xiao-Mei, Michel Corboz, Augustin Dumay, Romain Guyot, Boris Berezovsky, La Rêveuse, Tatjana Vassiljeva, Brigitte Engerer, Jean-Frédéric Neuburger, Claire-Marie Le Guay, Claire Désert, Emmanuel Strosser, Emmanuel Rossfelder, Lucero Tena, Luis Fernando Pérez, Ricercar Consort, Philippe Pierlot, Carlos Mena, Shani Diluka, Pierre Hantaï, Renegades Steel Band Orchestra, Sinfonia Varsovia, et autres

## Récompenses

### DisqueThe Proust Album(Warner Classics/Erato- 2021)
- 5 étoiles de The Critic par Norman Lebrecht
- 5 notes de Pizzicato
- 5 étoiles de Rondo Magazin
- 5 étoiles de Classica
- Choix de France Musique
- Choix de RTBF
- Selection des 10 meilleurs albums à écouter de Apple Music Monde

### DisqueTempéraments(MirareHarmonia Mundi- 2019)
- Choix de France Musique
- 4 F de Télérama
- CD des Tages Radio Klassik

### DisqueBeethoven - Complete works for cello and piano(MirareHarmonia Mundi- 2017)
- 5 DIAPASON Magazine

### DisqueSchubert - Des Fragments aux étoiles(MirareHarmonia Mundi- 2016)
- 5 DIAPASON Magazine
- Choix de France Musique
- Musikzen plus haute récompense
- "Clef du mois" de ResMusica
- Coup de cœur des disquaires FNAC

### DisqueRoad 66(MirareHarmonia Mundi- 2014)
- Bayerischer Rundfunk CD Tipp
- Berlin Kultur Radio KKKK
- Choix de Norman Lebrecht
- Choix FIP
- 4 étoiles CLASSICA

### DisqueBeethoven concertos(MirareHarmonia Mundi- 2010)
- GRAMOPHONE recommandation
- 5 DIAPASON Magazine
- CHOC du monde de la Musique
- Japan Music Arena award pour la meilleure performance de l'année
- USA Fanfare magazine recommandation
- Musikzen plus haute récompense

### DisqueMendelssohn - Romances sans paroles(MirareHarmonia Mundi- 2009)
- 5 DIAPASON Magazine
- ARTE choix du mois et choix de l'année
- Choix de MEZZO
- CHOC du Monde de la Musique

### DisqueConcertos et Pièces Lyriquesde Grieg (MirareHarmonia Mundi- 2007)
- 5 DIAPASON Magazine
- Choix France Musique
- CHOC du monde de la Musique
- RTL d'Or
- 4 étoiles German Bayern
- 10/10 Classic Today USA

### Autres récompenses
- Choix de Charles Cros pour Mr Chopin (Edition Didier Jeunesse) et Babar (Edition Didier Jeunesse)
- Chevalier de l'ordre du Mérite culturel de Monaco le 18 novembre 2018[2].
- Chevalier des Arts et des Lettres, distinction remise par Madame la Ministre de la Culture Rima Abdul-Malak en 2023